# Jana Bezpalcová
Jana Bezpalcová (* 19. března 1979 v Prachaticích) je česká akordeonová virtuózka.

## Hudební dráha
Na akordeon se začala učit v šesti letech v prachatické hudební škole. V letech 1993–1999 studovala na konzervatoři v Českých Budějovicích ve třídě Aleny Pustějovské, od roku 1998 zároveň na VŠMU v Bratislavě u profesora Lubomíra Žovice a docenta Rajmunda Kákoniho.
Po bakalářských zkouškách pokračovala od roku 2001 ve studiu na Hochschule für Musik Franz Liszt v německém Výmaru ve třídě prof. Ivana Kovala. V roce 2003 ukončila základní studium diplomem se známkou 1.0 v hlavním oboru a poté složila přijímací zkoušky k čtyřsemestrálnímu postgraduálnímu studiu (Konzertexamen), které je nejvyšším stupněm vzdělání ve všech instrumentálních oborech na hudebních akademiích v Německu. Pod vedením profesora Ivana Kovala toto studium úspěšně ukončila dvěma sólovými recitály s odlišnými závažnými programy před akademickou komisí v létě 2005.
Během svých studií se Jana Bezpalcová zúčastnila mnoha akordeonových soutěží (soutěž konzervatoří Pardubice 1995 – 2. cena, Hořovice 1997 – 1. cena) a umístila se i na předních místech soutěží mezinárodních (Andorra 1997 – 3. cena; Recoaro Terme, Itálie 1998; Nijmegen, Nizozemí 1998; Orense, Španělsko 1999; Hamburk 2005).
Od roku 2005 žije v Praze a pokračuje v koncertní činnosti v České republice, v Německu i jinde v Evropě. Na svém kontě má také vystoupení v Rakousku, Chorvatsku či Libanonu.
Podílí se také na nejrůznějších hudebně-literárních projektech i projektech zasahujících do oblastí mimo žánr vážné hudby.